# 퍼트

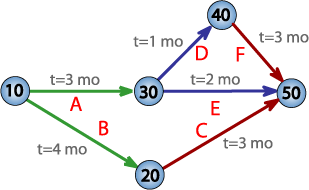
7개월짜리 프로젝트안의 5개의 이정표(10~50)와 6(A~F)개의 활동이 그려진 PERT 네트워크 차트

계획(혹은 사업) 평가 및 재검토 기술(The Program/Project Evaluation and Review Technique)은 보통 퍼트(PERT)라고 불리며, 프로젝트 관리를 분석하거나, 주어진 완성 프로젝트를 포함한 일을 묘사하는 데 쓰이는 모델이다.

## 개요
PERT는 주어진 프로젝트가 얼마나 완성되었는지 분석하는 방법으로, 특히 각각의 작업에 필요한 시간을 계산함으로써 모든 프로젝트를 끝내는 최소시간이 어느 정도인지 알 수 있다.
이 모델은 1958년 부즈 엘렌 해밀턴과 은밀히 계약한 펜타곤의 특수프로그램인 폴라리스 잠수함 발사 탄도미사일 프로젝트의 한 부문으로 개발되었으며, 그 후 미국 정부에서는 여러 경영관리 측면에서 PERT 사용 약정을 맺었다.
PERT는 1950년대에 발전되어, 일정의 단순화와 커다랗고 복잡한 문제에 사용되었다. PERT는 프로젝트의 일정 중, 정확하게 알려지지 않은 세부요인과 지속기간에 대해 모든 프로젝트의 일정을 만들 수 있게 되어, 불확정한 일을 통합하는 것이 가능하였다. 이건 여러 부문에서 사건지향적 기술을 시작-완성 지향형보다 선호하게 하는 계기가 되었다.
매우 잘 알아볼 수 있는 PERT의 특징은 시간대와 서로 연결하는 차트인 "PERT 네트워크"이다.

## 현황
퍼트는 현재 미국에서 우주계획과 국방계획수립 및 통제방법의 획기적인 발전이 요구된 때에 개발을 본 것이다. 그러나 지금은 이 PERT가 각 산업 즉 화학·건설 등 주요 산업에서 주요하게 이용되고 있다. 테일러(F.W. Taylor)나 간트(H.L. Gantt)가 대량생산의 초창기에 소개했던 관리수법은 1960년대의 각 사업계획에는 적당히 못하다는 것이 인식되었다. 다시 말하면 여태까지 쓰이고 있었던 간트 도표의 단점을 보면 다음과 같다. 
① 변경에 대한 감도가 약하다.
② 진척상황 또는 지연상황을 전체적인 측면으로 나타낼 수 없다.
③ 정확한 소요시간을 알 수 없다.
한편 PERT의 특징을 보면 다음과 같다. 
① 주어진 계획을 완수하기 위하여 각 책임의 모두를 명세화, 사상과 활동을 포함하는 계획공정로(network)로 표시한다. 사상이라 함은 어떤 특수한 시점에서 특정된 계획의 성취를 나타낸다. 그리고 활동이라 함은 어떠한 사상(事象)에서 다음 사상(事象)으로 진행하는 데 필요한 시간과 자원을 나타내는 것이다.
② 사상과 행동은 어떤 논리적인 규칙에 의하여서 네트워크(network)라는 계획공정로로서 연속되고 있다.
③ 추정시간, 즉 각 활동에서 소요되는 시간은 3가지 방법으로 추정된다. 즉 낙관시간치(optimstic time：to), 정상시간치(most likely time：tm), 비관시간치(pessimistic time：tp)가 이와 관계가 있는 활동을 가장 잘 아는 사람에 의하여 추정(推定)되는 것이다.
④ 주공정(critical path)이 계산된다. 이것은 완성하기에 가장 긴 예상시간을 요하는 활동과 사상의 연속이라 할 수 있다.

## 용례
- PERT 차트는 의사결정을 쉽게 도와준다; 예를 든 PERT 차트에서, 숫자는 사건을 나타내며, 10단위 숫자의 연결은 나중에 추가적인 사건을 집어넣을 수 있다.
- PERT 차트에서 두 개의 연속적인 사건은 자원이 들어가는 활동으로 연결시키는데, 전통적으로 다이어그램 안에 화살표를 그려넣으며, 관계를 나타낼 경우엔 실선으로 나타낸다.
- 당면한 사건은 논리적인 순서와 활동에 제시된 그 바로 앞의 사건이 완료될 때 시작할 수 있다.
- 당면한 문제 안의 논리적인 순서 혹은 시정은, 이전 문제가 끝났을 때 시작할 수 있다.
- 계획자는 PERT에 이정표를 결정할 수 있고, 또한 적당한 결과를 결정할 수 있다.
- PERT 차트는 많은 하위일에 대한 다수의 페이지를 가질 수 있다.
- PERT 차트는 획득가치 관리 기술을 사용하며, 요즘 많은 기업들은 PERT차트를 이용하여, 획득가치를 추적하고 있다.

## 같이 보기
- 크리티컬 패스 분석법
- 간트 차트